# Ezechiel Banzuzi
Ezechiel Banzuzi (Zwijndrecht, 16 de febrero de 2005) es un futbolista neerlandés de ascendencia congoleña. Juega de mediocentro y su equipo actual es el RasenBallsport Leipzig de la Bundesliga, máxima categoría del fútbol alemán.

## Trayectoria
En el año 2016 se incorporó a las divisiones juveniles del NAC Breda y fue escalando en las diferentes categorías.
Debutó como profesional el 26 de octubre de 2021, ingresó al minuto 75 para enfrentar a VVV-Venlo en la primera ronda de la Copa de los Países Bajos, empataron 1-1 en tiempo reglamentario, fueron a una prórroga, se mantuvo el resultado por lo que fueron a penales y ganaron 5-3. Su primera participación oficial la jugó con 16 años y el dorsal número 37. Poco a poco se ganó un lugar con el primer equipo y en febrero de 2022, al cumplir los 17 años, firmó su primer contrato profesional, hasta 2024
En su primera temporada como profesional jugó 24 partidos y convirtió 1 gol, su equipo finalizó el torneo en octavo lugar.
Fue fichado por Oud-Heverlee Leuven como el primer refuerzo de la temporada 2023-24, firmó contrato por 3 años para jugar en la máxima categoría del fútbol de Bélgica.
El 8 de abril de 2025 se anunció su fichaje por RasenBallsport Leipzig como el primero de la próxima temporada, estableció contrato hasta 2030. Dejó el club belga con 76 presencias, 6 goles e igual cantidad de asistencias.
Debutó con su nuevo equipo en un partido amistoso el 19 de julio de 2025, fue titular contra ZFC Meuselwitz y ganaron 0-3.

## Selección nacional
Ha sido internacional con la selección de fútbol de Países Bajos en las categorías juveniles sub-17, sub-18, sub-19 y sub-21.

## Estadísticas

### Clubes
Actualizado al último partido citado el 24 de mayo de 2025.
| Club                     | Div.          | Temporada     | Liga  | Liga  | Liga   | Copas nacionales | Copas nacionales | Copas nacionales | Copas internacionales | Copas internacionales | Copas internacionales | Total | Total | Total  |
| Club                     | Div.          | Temporada     | Part. | Goles | Asist. | Part.            | Goles            | Asist.           | Part.                 | Goles                 | Asist.                | Part. | Goles | Asist. |
| ------------------------ | ------------- | ------------- | ----- | ----- | ------ | ---------------- | ---------------- | ---------------- | --------------------- | --------------------- | --------------------- | ----- | ----- | ------ |
| NAC Breda · Países Bajos | 2.ª           | 2021-22       | 20    | 0     | 0      | 4                | 1                | 0                | —                     | —                     | —                     | 24    | 1     | 0      |
| NAC Breda · Países Bajos | 2.ª           | 2022-23       | 31    | 5     | 3      | 4                | 1                | 0                | —                     | —                     | —                     | 35    | 6     | 3      |
| NAC Breda · Países Bajos | Total club    | Total club    | 51    | 5     | 3      | 8                | 2                | 0                | 0                     | 0                     | 0                     | 59    | 7     | 3      |
| OH Leuven · Bélgica      | 1.ª           | 2023-24       | 37    | 2     | 0      | 3                | 1                | 0                | —                     | —                     | —                     | 40    | 3     | 0      |
| OH Leuven · Bélgica      | 1.ª           | 2024-25       | 34    | 2     | 6      | 2                | 1                | 0                | —                     | —                     | —                     | 36    | 3     | 6      |
| OH Leuven · Bélgica      | Total club    | Total club    | 71    | 4     | 6      | 5                | 2                | 0                | 0                     | 0                     | 0                     | 76    | 6     | 6      |
| R. B. Leipzig · Alemania | 1.ª           | 2025-26       | 0     | 0     | 0      | -                | -                | -                | —                     | —                     | —                     | 0     | 0     | 0      |
| R. B. Leipzig · Alemania | Total club    | Total club    | 0     | 0     | 0      | 0                | 0                | 0                | 0                     | 0                     | 0                     | 0     | 0     | 0      |
| Total carrera            | Total carrera | Total carrera | 122   | 9     | 9      | 13               | 4                | 0                | 0                     | 0                     | 0                     | 135   | 13    | 9      |
| 1.                       |               |               |       |       |        |                  |                  |                  |                       |                       |                       |       |       |        |

### Selección
Actualizado al último partido citado el 25 de junio de 2025.
| Selección             | Temporada         | Continental | Continental | Continental | Mundial | Mundial | Mundial | Amistosos | Amistosos | Amistosos | Total | Total | Total  |
| Selección             | Temporada         | Part.       | Goles       | Asist.      | Part.   | Goles   | Asist.  | Part.     | Goles     | Asist.    | Part. | Goles | Asist. |
| --------------------- | ----------------- | ----------- | ----------- | ----------- | ------- | ------- | ------- | --------- | --------- | --------- | ----- | ----- | ------ |
| Sub-17 · Países Bajos | 2021-22           | 7           | 0           | 2           | —       | —       | —       | 2         | 2         | 0         | 9     | 2     | 2      |
| Sub-17 · Países Bajos | Total sel.        | 7           | 0           | 2           | 0       | 0       | 0       | 2         | 2         | 0         | 9     | 2     | 2      |
| Sub-18 · Países Bajos | 2022-23           | —           | —           | —           | —       | —       | —       | 5         | 7         | 0         | 5     | 7     | 0      |
| Sub-18 · Países Bajos | Total sel.        | 0           | 0           | 0           | 0       | 0       | 0       | 5         | 7         | 0         | 5     | 7     | 0      |
| Sub-19 · Países Bajos | 2023-24           | 6           | 2           | 1           | —       | —       | —       | 4         | 2         | 0         | 10    | 4     | 1      |
| Sub-19 · Países Bajos | Total sel.        | 6           | 2           | 1           | 0       | 0       | 0       | 4         | 2         | 0         | 10    | 4     | 1      |
| Sub-21 · Países Bajos | 2024-25           | 1           | 0           | 0           | —       | —       | —       | 5         | 1         | 1         | 6     | 1     | 1      |
| Sub-21 · Países Bajos | Total sel.        | 1           | 0           | 0           | 0       | 0       | 0       | 5         | 1         | 1         | 6     | 1     | 1      |
| Total selecciones     | Total selecciones | 14          | 2           | 3           | 0       | 0       | 0       | 16        | 12        | 1         | 30    | 14    | 4      |
| 1.                    |                   |             |             |             |         |         |         |           |           |           |       |       |        |

## Palmarés

### Distinciones individuales
| Distinción                    | Año  |
| ----------------------------- | ---- |
| Nominado al Premio Golden Boy | 2025 |